# 復讐のガンマン
『復讐のガンマン』（ふくしゅうのガンマン、原題：La resa dei conti、英題：The Big Gundown）は、1967年のマカロニ・ウェスタン。セルジオ・ソリーマ監督、リー・ヴァン・クリーフ主演。

## ストーリー
お尋ね者を捕える賞金稼ぎのジョナサンは、ある町の有力者ブロクストンの依頼で、少女を誘拐・殺害したとして指名手配されているメキシコ人のクチーヨの行方を追う。
クチーヨと追いつ追われつの大捕物を繰り広げたジョナサンは、やがて意外な事実を知る。少女殺しの真犯人はブロクストンの義理の息子であり、クチーヨはブロクストンによって濡れ衣を着せられていたのだ。
ジョナサンはクチーヨと手を組み、ブロクストン一味と対決する。

## キャスト
| 役名                           | 俳優                     | 日本語吹替   | 日本語吹替                                |
| 役名                           | 俳優                     | 日本テレビ版 | テレビ朝日版                              |
| ------------------------------ | ------------------------ | ------------ | ----------------------------------------- |
| ジョナサン・コーベット         | リー・ヴァン・クリーフ   | 北村弘一     | 納谷悟朗                                  |
| マヌエル“クチーヨ”・サンチェス | トーマス・ミリアン       | 徳丸完       | 石丸博也                                  |
| ブロクストン                   | ウォルター・バーンズ     |              | 木村幌                                    |
| ジェス                         | ベニート・ステファネリィ |              | 仲木隆司                                  |
| 男爵                           | ジェラルド・ヘルター     |              | 上田敏也                                  |
| 未亡人                         | ニエベス・ナバロ         |              | 木村有里                                  |
| ロジータ                       | マリア・グラナダ         |              | 有馬瑞子                                  |
| 保安官                         | フェルナンド・サンチョ   |              | 飯塚昭三                                  |
| 不明 その他                    | N/A                      |              | 屋良有作 笹岡繁蔵                         |
|                                |                          |              |                                           |
| 演出                           | 演出                     |              | 小柳剛                                    |
| 翻訳                           | 翻訳                     |              | 宇津木道子                                |
| 効果                           | 効果                     |              | 遠藤堯雄 桜井俊哉                         |
| 制作                           | 制作                     |              | 東北新社                                  |
| 初回放送                       | 初回放送                 |              | 1979年10月26日 『ウィークエンドシアター』 |

## 続編
クチーヨを主人公としたスピンオフ作品として『続・復讐のガンマン 〜走れ、男、走れ〜』が製作されたが、日本では劇場未公開でDVDスルーされた。